# إيرل سلون
إيرل سلون (بالإنجليزية: Earl Sloan)‏ هو رائد أعمال أمريكي، ولد في 8 سبتمبر 1848، وتوفي في 13 سبتمبر 1923.